# Campoletis julia
Campoletis julia là một loài tò vò trong họ Ichneumonidae.